# Denise Crosby
Denise Crosby (Hollywood, Californië, 24 november 1957) is een Amerikaans actrice.
Ze is de kleindochter van Bing Crosby en is vooral bekend van haar rol als Tasha Yar in de televisieserie Star Trek: The Next Generation.

## Biografie
Haar eerste grote rol was die van Lisa Davis in de soapserie Days of our Lives. Een van haar eerste filmrolletjes was in Eddie Murphy's 48 Hrs. Daarna speelde ze vooral in televisiefilms, zoals 'Malice in Wonderland', 'Eliminators' en 'Miracle Mile'. In 1986 verscheen ze in de videoclip 'No Stranger To Love' van Black Sabbath. Haar grootste succes had ze met haar rol als Tasha Yar in de Star Trekserie 'Star Trek: The Next Generation'. Na een jaar verliet ze de serie, hoewel ze nog vaak gastrollen zou spelen. Einde jaren tachtig speelde ze in de horrorfilms 'Child's Play' en Pet Sematary. Ook in de jaren negentig speelde ze vooral in B-films, waaronder 'Mutant Species' en 'Executive Power' en kleine rolletjes in Jackie Brown en Deep Impact. In 1997 maakte ze de Star Trek documentaire 'Trekkies' en in 2004 een vervolg hierop.
Ze was van 1983 tot 1990 getrouwd met Geoffrey Edwards, zoon van regisseur Blake Edwards. Ze huwde vervolgens met Ken Sylk met wie ze één zoon heeft.

## Filmografie (selectie)
- 1979 in 10 als feestganger
- 1982 in 48 Hrs. als Sally
- 1982 in Trail of the Pink Panther als Denise
- 1983 in Curse of the Pink Panther als Denise
- 1986 in Eliminators als Nora Hunter
- 1989 in Skin Deep als Angela Smith
- 1989 in Pet Sematary als Rachel Creed
- 1992 in Flash III: Deadly Nightshade als Rebecca Frost
- 1995 in Mutant Species als Carol-Anne
- 1997 in Executive Power als Christine Rolands
- 1998 in Deep Impact als Vicky Hotchner
- 2005 in Mortuary als Leslie Doyle

## Televisieseries
- 1980 in Days of our Lives als Lisa Davis
- 1987 in Star Trek: The Next Generation als Tasha Yar
- 1994 in Lois & Clark: The New Adventures of Superman als dr. Gretchen Kelly
- 1997 in Baywatch als Emily Morgan
- 2006 in Dexter als Nurse Mary